# Adama Traoré (football, 28-06-1995)
Pour les articles homonymes, voir Adama Traoré et Traoré.
Adama Noss Traoré, né le 28 juin 1995 à Bamako, au Mali, est un footballeur international malien qui évolue au poste de milieu offensif.

## Biographie
Repéré au centre FC Daoula au Mali par les recruteurs de l'académie Jean-Marc Guillou (JMG), Adama Traoré fait partie de la première promotion de cette académie.

### Carrière en club

#### Lille OSC (2014-2015)
En janvier 2014, le jeune Malien  rejoint le LOSC Lille avec un autre coéquipier Youssouf Koné de la même académie, Il est prêté au Royal Mouscron en Belgique, un club affilié du LOSC. En Belgique, Adama Traoré joue en deuxième division et aide le club à la montée.
En été 2014, il est rappelé au  LOSC. En  Ligue 1, Traoré joue une saison solide et devient titulaire au milieu offensif chez les Dogues. Pendant une saison, il marque deux buts et réussit une passe décisive.

#### AS Monaco (depuis 2015)
En juillet 2015, il rejoint l'AS Monaco pour cinq saisons et contre 14 M€ d'indemnité de transfert.

##### Prêt à Rio Ave (2017)
Le 31 janvier 2017, il est prêté pour six mois au Rio Ave FC.

##### Prêt au Cercle Bruges (2019)
Le 31 janvier 2019, il est prêté pour six mois au Cercle Bruges.

##### Prêt au FC Metz (2019-2020)
Le 31 août 2019, il est prêté pour une saison au FC Metz.

##### Retour à Monaco
Le 13 août 2020, Adama Traoré est placé par le nouvel entraineur Niko Kovač dans « le loft » d'une dizaine de joueurs à vendre. Il n'est pas convoqué pour les matchs du mois d'août 2020, notamment contre son ancien club le FC Metz. Ceci probablement afin d'éviter qu'Adama Traoré ne parte gratuitement à la fin de son contrat.

### En équipe nationale
En 2013, Adama Traoré est présent à la Coupe d'Afrique des nations junior en Algérie. Il participe aussi à la Coupe du monde des moins de 20 ans 2013 en Turquie et à la Coupe du monde des moins de 20 ans 2015 en Nouvelle-Zélande avec l'équipe U-20 du Mali. Lors de cette dernière, il est élu meilleur joueur de la compétition grâce notamment à quatre buts inscrits. Il marque deux buts en phase de poule, contre le Mexique et l'Uruguay, avant d'inscrire un doublé lors de la "petite finale" contre le Sénégal. Il délivre également trois passes décisives lors de ce mondial. Son équipe termine troisième de la Coupe du monde, et Adama Traoré se voit sacré meilleur joueur du mondial. Ci-dessous les commentaires de la FIFA
Le voir évoluer sur les pelouses néo-zélandaises a été un réel plaisir. Doté d'une bonne technique et d'une intelligence tactique, Traoré a été le moteur du milieu de terrain malien. Il a toujours été au four et au moulin, distribuant les ballons, dictant le rythme du match et organisant le jeu de son équipe. Le joueur de Lille a le plus souvent dirigé la manœuvre depuis l'axe du terrain mais il s'est également parfois aventuré sur les côtés afin d'apporter un peu de variété dans la construction. Ses quatre buts et trois passes décisives ont contribué à faire des Aiglons l'équipe surprise de ce tournoi. C'est donc tout naturellement que le prix de meilleur joueur de la compétition revient au milieu de terrain du Mali.
Il fête sa première sélection avec les A le 9 octobre 2015, lors d'une victoire 4-1 contre le Burkina Faso. Il dispute sa première compétition internationale lors de la Coupe d'Afrique des nations 2017 au Gabon. En 2019, il participe à la Coupe d'Afrique des nations 2019 qui se déroule en Égypte. Lors de cette compétition, il joue quatre matchs. Lors du premier match contre la Mauritanie, il marque un but et délivre une passe décisive. Le Mali s'incline en huitièmes de finale face à la Côte d'Ivoire. En décembre 2021, Noss Traoré est retenu par le sélectionneur Mohamed Magassouba pour participer à la Coupe d'Afrique des nations 2021. Le 2 janvier 2024, il est retenu dans la liste des vingt-sept joueurs maliens sélectionnés par Éric Chelle pour disputer la Coupe d'Afrique des nations 2023.

## Statistiques
| Saison                | Club                     | Championnat           | Championnat | Championnat | Championnat | Coupe nationale | Coupe nationale | Coupe nationale | Coupe de la Ligue | Coupe de la Ligue | Coupe de la Ligue | Supercoupe | Supercoupe | Supercoupe | Compétition(s) continentale(s) | Compétition(s) continentale(s) | Compétition(s) continentale(s) | Compétition(s) continentale(s) | Mali | Mali | Mali | Total | Total | Total |
| Saison                | Club                     | Division              | M.          | B.          | P.d.        | M.              | B.              | P.d.            | M.                | B.                | P.d.              | M.         | B.         | P.d.       | Comp.                          | M.                             | B.                             | P.d.                           | M.   | B.   | P.d. | M.    | B.    | P.d.  |
| 2013-2014             | Royal Mouscron (prêt)    | Division 2            | 3           | 0           | 0           | -               | -               | -               | -                 | -                 | -                 | -          | -          | -          | -                              | -                              | -                              | -                              | -    | -    | -    | 3     | 0     | 0     |
| Sous-total            | Sous-total               | Sous-total            | 3           | 0           | 0           | -               | -               | -               | -                 | -                 | -                 | -          | -          | -          | -                              | -                              | -                              | -                              | -    | -    | -    | 3     | 0     | 0     |
| 2014-2015             | LOSC Lille               | Ligue 1               | 20          | 2           | 0           | 1               | 0               | 0               | 3                 | 0                 | 0                 | -          | -          | -          | C3                             | -                              | -                              | -                              | -    | -    | -    | 24    | 2     | 0     |
| Sous-total            | Sous-total               | Sous-total            | 20          | 2           | 0           | 1               | 0               | 0               | 3                 | 0                 | 0                 | -          | -          | -          | -                              | -                              | -                              | -                              | -    | -    | -    | 24    | 2     | 0     |
| 2015-2016             | AS Monaco                | Ligue 1               | 6           | 0           | 1           | -               | -               | -               | -                 | -                 | -                 | -          | -          | -          | C1+C3                          | 1+1                            | 0                              | 0                              | 1    | 0    | 0    | 9     | 0     | 1     |
| 2016-2017             | AS Monaco                | Ligue 1               | 5           | 2           | 0           | -               | -               | -               | 1                 | 0                 | 0                 | -          | -          | -          | C1                             | 1                              | 0                              | 0                              | 4    | 1    | 0    | 11    | 3     | 0     |
| 2017-2018             | AS Monaco                | Ligue 1               | 3           | 3           | -           | -               | -               | -               | -                 | -                 | -                 | -          | -          | -          | C1                             | -                              | -                              | -                              | 1    | 0    | 0    | 4     | 3     | 0     |
| 2018-2019             | AS Monaco                | Ligue 1               | 6           | 0           | 1           | -               | -               | -               | -                 | -                 | -                 | -          | -          | -          | C1                             | 1                              | 0                              | 0                              | -    | -    | -    | 7     | 0     | 1     |
| 2019-2020             | AS Monaco                | Ligue 1               | 2           | 0           | 0           | -               | -               | -               | -                 | -                 | -                 | -          | -          | -          | -                              | -                              | -                              | -                              | -    | -    | -    | 2     | 0     | 0     |
| Sous-total            | Sous-total               | Sous-total            | 22          | 5           | 2           | -               | -               | -               | 1                 | 0                 | 0                 | -          | -          | -          | -                              | 4                              | 0                              | 0                              | 6    | 1    | 0    | 33    | 6     | 2     |
| 2016-2017             | Rio Ave FC (prêt)        | Primeira Liga         | 7           | 1           | 0           | -               | -               | -               | 0                 | 0                 | 0                 | -          | -          | -          | -                              | -                              | -                              | -                              | -    | -    | -    | 7     | 1     | 0     |
| Sous-total            | Sous-total               | Sous-total            | 7           | 1           | 0           | -               | -               | -               | -                 | -                 | -                 | -          | -          | -          | -                              | -                              | -                              | -                              | -    | -    | -    | 7     | 1     | 0     |
| 2018-2019             | Cercle Bruges KSV (prêt) | Jupiler Pro League    | 5+3         | 0           | 0           | -               | -               | -               | -                 | -                 | -                 | -          | -          | -          | -                              | -                              | -                              | -                              | 7    | 2    | 2    | 15    | 2     | 2     |
| Sous-total            | Sous-total               | Sous-total            | 8           | 0           | 0           | -               | -               | -               | -                 | -                 | -                 | -          | -          | -          | -                              | -                              | -                              | -                              | 7    | 2    | 2    | 15    | 2     | 2     |
| 2019-2020             | FC Metz (prêt)           | Ligue 1               | 17          | 1           | 4           | -               | -               | -               | 1                 | 0                 | 0                 | -          | -          | -          | -                              | -                              | -                              | -                              | 2    | 1    | 0    | 20    | 2     | 4     |
| Sous-total            | Sous-total               | Sous-total            | 17          | 1           | 4           | -               | -               | -               | 1                 | 0                 | 0                 | -          | -          | -          | -                              | -                              | -                              | -                              | 2    | 1    | 0    | 20    | 2     | 4     |
| 2020-2021             | Hatayspor                | Süper Lig             | 35          | 0           | 6           | 1               | 0               | 0               | 0                 | -                 | -                 | -          | -          | -          | -                              | -                              | -                              | -                              | -    | -    | -    | 36    | 0     | 6     |
| 2021-2022             | Hatayspor                | Süper Lig             | 17          | 1           | 3           | 1               | 0               | 0               | -                 | -                 | -                 | -          | -          | -          | -                              | -                              | -                              | -                              | -    | -    | -    | 18    | 1     | 3     |
| Sous-total            | Sous-total               | Sous-total            | 52          | 1           | 9           | 2               | 0               | 0               | -                 | -                 | -                 | -          | -          | -          | -                              | -                              | -                              | -                              | -    | -    | -    | 54    | 1     | 9     |
| 2022-2023             | Hull City                | Championship          | 12          | 1           | 0           | -               | -               | -               | -                 | -                 | -                 | -          | -          | -          | -                              | -                              | -                              | -                              | -    | -    | -    | 12    | 1     | 0     |
| 2023-2024             | Hull City                | Championship          | 20          | 2           | 1           | -               | -               | -               | 1                 | 0                 | 0                 | -          | -          | -          | -                              | -                              | -                              | -                              | -    | -    | -    | 21    | 2     | 1     |
| Sous-total            | Sous-total               | Sous-total            | 32          | 3           | 1           | 0               | 0               | 0               | 1                 | 0                 | 0                 | 0          | 0          | 0          | -                              | 0                              | 0                              | 0                              | 0    | 0    | 0    | 33    | 3     | 1     |
| Total sur la carrière | Total sur la carrière    | Total sur la carrière | 159         | 13          | 16          | 3               | 0               | 0               | 6                 | 0                 | 0                 | -          | -          | -          | -                              | 1                              | 0                              | 0                              | 15   | 4    | 2    | 184   | 17    | 18    |

### Liste des matchs internationaux
| Matchs internationaux d'Adama Traoré | Matchs internationaux d'Adama Traoré | Matchs internationaux d'Adama Traoré                   | Matchs internationaux d'Adama Traoré | Matchs internationaux d'Adama Traoré | Matchs internationaux d'Adama Traoré | Matchs internationaux d'Adama Traoré                                |
|                                      | Date                                 | Lieu                                                   | Adversaire                           | Résultat                             | Compétition                          | Notes                                                               |
| ------------------------------------ | ------------------------------------ | ------------------------------------------------------ | ------------------------------------ | ------------------------------------ | ------------------------------------ | ------------------------------------------------------------------- |
| 1.                                   | 9 octobre 2015                       | Stade de l'Aube, Troyes, France                        | Burkina Faso                         | 1 - 4                                | Match amical                         | Titulaire.                                                          |
| 2.                                   | 4 septembre 2016                     | Stade du 26-Mars, Bamako, Mali                         | Bénin                                | 5 - 2                                | Éliminatoires CAN 2017               | Titulaire.                                                          |
| 3.                                   | 12 novembre 2016                     | Stade du 26-Mars, Bamako, Mali                         | Gabon                                | 0 - 0                                | Éliminatoires Coupe du Monde 2018    | Titulaire.                                                          |
| 4.                                   | 7 janvier 2017                       | Annexe du Grand Stade de Marrakech, Marrakech, Maroc   | Burkina Faso                         | 2 - 1                                | Match amical                         | Entré en jeu à la place de Molla Wagué à la 46e minute de jeu.      |
| 5.                                   | 10 juin 2017                         | Stade du 26-Mars, Bamako, Mali                         | Gabon                                | 2 - 1                                | Éliminatoires CAN 2019               | Entré en jeu à la place d'Adama Niane à la 46e minute de jeu.       |
| 6.                                   | 11 novembre 2017                     | Stade de Franceville, Franceville, Gabon               | Gabon                                | 0 - 0                                | Éliminatoires Coupe du Monde 2018    | Titulaire et remplacé par Moussa Djenepo à la 71e minute de jeu.    |
| 7.                                   | 23 mars 2019                         | Stade du 26-Mars, Bamako, Mali                         | Soudan du Sud                        | 3 - 0                                | Éliminatoires CAN 2019               | Entré en jeu à la place de Moussa Djenepo à la 50e minute de jeu.   |
| 8.                                   | 26 mars 2019                         | Stade Léopold-Sédar-Senghor, Dakar, Sénégal            | Sénégal                              | 2 - 1                                | Match amical                         | Entré en jeu à la place de Moussa Djenepo à la 63e minute de jeu.   |
| 9.                                   | 16 juin 2019                         | Stade Jassim-bin-Hamad, Doha, Qatar                    | Algérie                              | 3 - 2                                | Match amical                         | Titulaire.                                                          |
| 10.                                  | 24 juin 2019                         | Stade de Suez, Suez, Égypte                            | Mauritanie                           | 4 - 1                                | CAN 2019                             | Titulaire et remplacé par Adama Traoré à la 61e minute de jeu.      |
| 11.                                  | 28 juin 2019                         | Stade de Suez, Suez, Égypte                            | Tunisie                              | 1 - 1                                | CAN 2019                             | Entré en jeu à la place de Amadou Haidara à la 86e minute de jeu.   |
| 12.                                  | 2 juillet 2019                       | Stade d'Ismaïlia, Ismaïlia, Égypte                     | Angola                               | 0 - 1                                | CAN 2019                             | Titulaire.                                                          |
| 13.                                  | 8 juillet 2019                       | Stade de Suez, Suez, Égypte                            | Côte d'Ivoire                        | 0 - 1                                | CAN 2019                             | Entré en jeu à la place de Amadou Haidara à la 63e minute de jeu.   |
| 14.                                  | 14 novembre 2019                     | Stade du 26-Mars, Bamako, Mali                         | Guinée                               | 2 - 2                                | Éliminatoires CAN 2021               | Titulaire et remplacé par Adama Traoré à la 83e minute de jeu.      |
| 15.                                  | 17 novembre 2019                     | Stade omnisports Idriss-Mahamat-Ouya, N'Djaména, Tchad | Tchad                                | 0 - 2                                | Éliminatoires CAN 2021               | Titulaire et remplacé par Diadie Samassékou à la 90e minute de jeu. |

#### Buts internationaux
| 1. | 4 septembre 2016 | Stade du 26 mars, Bamako           | Bénin      | 4-1 | 5-2 | Éliminatoires CAN 2017 |
| 2. | 26 mars 2019     | Stade Léopold-Sédar-Senghor, Dakar | Sénégal    | 0-1 | 2-1 | Match amical           |
| 3. | 24 juin 2019     | Stade de Suez, Suez                | Mauritanie | 3-0 | 4-1 | CAN 2019               |
| 4. | 14 novembre 2019 | Stade du 26 mars, Bamako           | Guinée     | 1-0 | 2-2 | Éliminatoires CAN 2021 |

## Palmarès
|  |  | AS Monaco - Ligue 1 - Champion : 2017 - Vice-champion : 2018 |

### Distinctions personnelles
- Meilleur joueur de la Coupe du monde des moins de 20 ans en 2015.
- Meilleur sportif malien 2015-2016